# Christianisme au Sri Lanka
Voir aussi
Le christianisme est une religion minoritaire au Sri Lanka.
Elle est la 3e religion du pays, avec 10 % de la population, derrière le bouddhisme au Sri Lanka, qui représente 68 % de la population, et l'hindouisme au Sri Lanka, avec 13 %, mais devant l'Islam au Sri Lanka, avec 7 %.

## Histoire

### Quelques traces au Moyen Âge
Au IVe siècle, Ceylan est un centre de distribution des marchandises occidentales, indiennes et chinoises : le voyageur grec Cosmas Indicopleustès raconte dans ses écrits qu'il y a rencontré des chrétiens nestoriens d'une communauté perse.
En 1912, la croix nestorienne d'Anuradhapura (en) sculptée dans la pierre  est découverte lors de fouilles archéologiques menées à Anuradhapura, dans l’ancienne capitale bouddhiste du pays. Elle est assimilable par sa forme aux croix nestoriennes du Kerala en Inde.
À Anuradhapura, il existe une autre croix sculptée dans la pierre et retrouvée dans une église dédiée à Saint-Thomas, qui est mentionné dans le Culavamsa, le grand livre de l'histoire du Sri Lanka, écrit par les bouddhistes de l’île rédigée en pali. Cette croix est dédiée à un capitaine chrétien du nom de Migara dans l’armée du roi d'Anurâdhapura Moggallana Ier.
Il n’existe aucun autre indice de la continuité d’une présence chrétienne jusqu’à l’arrivée des Portugais.

### Catholicisme portugais
Pendant la première partie du Ceylan portugais, entre 1501 et 1540, les colons s'installe sur les côtes de Ceylan pour y installer des comptoirs, et hormis certains prêtres franciscains qui s'installent pour construire une petite chapelle dédiée à Saint-Laurent dans la capitale Kotte, il ne se passe rien d'autre.
En 1543, les premiers missionnaires venus du Portugal, des frères franciscains, sont accompagnés du moine João de Vila do Conde (pt). De Conde tente de convertir le roi bouddhiste du Royaume de Kotte Vijayabahu VII, mais celui-ci refuse catégoriquement, car la situation dans l'île de Ceylan est tendu avec 4 rois en même temps (Royaume de Jaffna, Royaume de Kandy, Royaume de Sitawaka, et son Royaume de Kotte). S'il se convertit, il craignait que cela soit désapprouvé par la population bouddhiste de son royaume, lesquelles feraient alors appel aux rois voisins pour le renverser.
En 1546, au Royaume de Kandy, le roi Jayaweera Bandara, se montra lui aussi intéressé par la protection des Portugais et il invita les franciscains sur son territoire. En 1547, ils construisirent une église en l’honneur de Marie Immaculée
En 1551, Dharmapala hérite du trône de Kotte, et à la mort de son père (son rival politique à ce moment), il se sentit plus libre et autorisa les franciscains à prêcher comme ils le voulaient. En 1556, il accepte lui-même le baptême et prend pour nom de baptême Dom Joao. Il sera le premier roi chrétien du pays.
En 1557, Dharmapala offrit aux franciscains un certain nombre de temples bouddhistes ainsi que les terres qui leur étaient associées et leurs revenus. Il estimait qu’il était de son devoir de protéger le christianisme depuis sa conversion de même que ses prédécesseurs avaient protégé le bouddhisme. Trinidad rapporte qu’à cette époque il y avait quelque soixante-dix mille chrétiens le long de la côte. Les franciscains, quant à eux, détruisirent certains des bâtiments bouddhistes et en transformèrent d’autres en églises. Ceci accéléra la montée en puissance du roi rival, Mayadunne, qui se faisait le défenseur de la religion nationale, le bouddhisme.
Dharmapala vécut éloigné de son peuple pendant plusieurs années sous la protection des Portugais. La population le respectait toujours comme un descendant de souche royale. Mais les Portugais ne lui offrirent aucune assistance pour retrouver son royaume. Finalement, il put écrire personnellement au pape en 1574 par l’intermédiaire d’un marchand grec, tant était forte sa méfiance envers les Portugais.
Le pape fit part de la requête de Dharmapala au roi du Portugal en juillet 1578. Mais les Portugais ne purent rien faire car, en août de la même année, ils venaient de subir de sérieux revers face aux musulmans locaux, qui avaient toujours vécu en bonne entente avec les bouddhistes et qui craignaient maintenant la concurrence commerciale des Portugais. En 1580, les franciscains avaient persuadé Dharmapala de céder son royaume aux Portugais, de manière qu’une succession catholique puisse être assurée. Il réalisa l’affaire en 1580, et confirma la cession en 1583.
Dharmapala mourut en 1597 et le capitaine général Dom Jerónimo de Azevedo devint le premier Portugais à diriger le royaume. Bandara fut baptisé sous le nom de Dom Phillip et fut éduqué au couvent franciscain.

### Arrivé d'autres ordres religieux
En 1542, François Xavier, réputé dans le domaine de l'éducation, est le premier jésuite à aller en Inde. Pendant son séjour, il fait plusieurs brèves visites à Colombo, et les résidents portugais de la ville sollicitèrent une présente jésuite permanente, rejeté par l'opposition féroce des franciscains présent dans le Royaume cingalais de Kotte.
En 1544, François Xavier envoya un ecclésiastique en zone tamoul sur l'île de  Mannar, lui aussi nommé Francois Xavier. En relativement peu de temps, il avait pu baptiser un grand nombre de gens. Mais les prêtres hindous demandèrent au roi de Jaffna Cankili I d'intervenir. Le roi prit la tête d’un contingent de cinq mille hommes, rencontra peu de résistance, et demanda à chacun, sans distinction d’âge, de sexe ni de rang, s’il était chrétien : tous ceux qui ont répondu  positivement furent mis à mort. On considère que cinq cents à six cents chrétiens tamouls de caste Paravar (en) furent ainsi tués.
François Xavier veut se venger, mais doit attendre 1560 pour réussir à envahir Mannar, pendant que le roi Cankili I est renversé par son propre peuple. Ils y érigèrent le fort de Mannar (en), les franciscains y batirent une église.
En 1602, l'évêque de Cochin autorisa 4 jésuites à s'installer au Royaume de Kotte, et s'arranga avec les 2 ordres (jésuites et franciscains) en assignant aux jésuites le territoire situé au nord de la rivière Maya-Oya, et aux franciscains celui situé au sud.
En 1605, les dominicains arrivèrent à Ceylan et prirent en charge la région centrale de Sabaragamuwa.
En 1606, ce sont les augustiniens qui arrivèrent et se virent attribuer les Quatre Korales.

### Répression néerlandaise
Avant même de prendre le contrôle de Ceylan, les néerlandais avaient pour politique de ne tolérer aucune autre religion que l'Église réformée néerlandaise dans les territoires occupés par la Compagnie néerlandaise des Indes orientales (VOC). Toute pratique d'une autre religion était passible d'emprisonnement ou de condamnation à mort. Le Ceylan néerlandais est une période de répression contre les catholiques, avec l'expulsion de tous les prêtres des ordres catholiques.
En 1638, Batticaloa est conquis par la VOC. Ils signent alors un accord avec le roi de Kandy Râjasimha II qu'aucun prêtre ou religieux catholique ne serait autorisé à séjourner dans le royaume.
En 1682, après avoir conquis toutes les zones portugaises, les néerlandais prennent plusieurs décrêt anti-catholiques. Ils leur était maintenant interdit de :
- de se réunir en public ou en privé
- de participer à l’Eucharistie ou à quelque autre rite catholique
- d’écouter prêcher la doctrine catholique ou chanter des hymnes, même sans la présence d’un prêtre
- de garder une statue ou image chez soi
- de participer en public ou en privé à quelque rite religieux que ce soit célébré par un prêtre vivant secrètement dans l’île ou de passage
- de recevoir le baptême par un prêtre, pour tout individu, enfant, adulte, ou serviteur

Toute personne considérée coupable de la moindre de ces offenses serait condamnée à des peines d'emprisonnement. Si la personne était un prêtre, il serait banni du pays. Les néerlandais redoutaient que ceux qui restait fidèle au catholicisme, puisse tenter de restaurer un régime portugais.
La ligne politique n'apporta pas les résultats attendus, qui étaient de convertir la population à l'église réformé néerlandaise. Ils avaient réussi à expulser tous les prêtres catholiques de l'île, mais la grande majorité de la population resta fidèle au catholicisme. La structure de l'organisation catholique de Ceylan étaient basé sur des systèmes de clans, et tant qu'un chef restait intraitable, l'ensemble du clan faisait de même.
Ces catholiques sous le coup de la répression pouvait publiquement contredire les principes de leur foi, permettre que leurs enfants soient baptisés dans l'église réformé néerlandaise, tout en continuant à se considérer catholiques.

### Retour du Catholicisme
En 1687, Joseph Vaz, prêtre catholique oratorien, béatifié à Colombo en 1995, quitte Goa déguisé en travailleur et arrive dans le nord de Ceylan. Il utilisait un subterfuge pour reconnaître les catholiques de Jaffna, en portant ostensiblement un rosaire autour du cou. Petit à petit, la nouvelle de sa présence se répand.
Pendant la nuit de Noël 1689, il avait l'intention de célébrer la messe dans 3 maisons clandestines, mais les néerlandais envoyèrent leurs militaires perquisitionner ces maisons, et Joseph Vaz échappa à toute arrestation.
En 1689, un autre prêtre oratorien Joao de Braganza, arriva à Colombo, et se mit au service des catholiques, sur sa route vers Puttalam.
En 1692, Vaz se rendit au Royaume de Kandy, mais il fut arrêté et emprisonné. Son emprisonnement n'était pas sévère, et en 1643, il fut autorisé à construire une maison dans la ville de Kandy et à administrer les catholique des alentours.
En 1697, Vaz et son compagnon prêtre Carvalho, s'étaient engagés activement dans le soin des malades, et l'enterrement des morts, à la suite d'une terrible peste dans le royaume. Par la suite, il fut officiellement libéré, et obtint la permission de voyager dans toute l'île.
En 1705, plusieurs oratoriens se joignirent à lui, comme Jacome Gonsalves (en), considéré comme le père de la littérature chrétienne en cingalais. Il apprit alors le cingalais auprès de moines bouddhistes. Plus tard, il composa aussi des œuvres en tamoul. Depuis 2015, les paroissiens du Sri Lanka ont entamé une procédure de canonisation de Jacome Gonsalves.
En 1746, le clergé catholique avait toute liberté au Royaume de Kandy. Certains des ouvrages polémiques de Gonsalves offusquèrent moines et laïc bouddhistes. Le roi Vijaya Rajasinha, dévot bouddhiste qui a fait construire de grandes statues de Bouddha, finit par sévir en bannissant les prêtres catholiques de son royaume en 1747. Ils se réfugièrent dans le Vanni, au Centre-Nord, où le dirigeant local leur permit de résider.

### Levée des mesures répressives
En 1762, les catholiques adressèrent une pétition aux autorités néerlandaises : ils rappelaient qu’ils avaient su coopérer avec les Néerlandais et demandaient en conséquence la reconnaissance de leurs prêtres et le libre exercice de leur religion. Les Néerlandais décidèrent de suivre la même politique que celle alors en vigueur en Hollande, à savoir que les catholiques ne seraient plus forcés d’avoir leurs mariages célébrés par un ministre de l’Église réformée, mais devant un officier civil.
Cette concession fut progressivement reconnue aux autres régions sous contrôle néerlandais.
Dès lors, plusieurs groupes de prêtres catholiques arrivent : 15 en 1777; 18 en 1782, et 16 en 1795. Ces prêtres s'occupèrent des catholiques jusqu'à la fin de la présence néerlandaise (1796), et pendant les 50 premières années du Ceylan britannique.

### Liberté de culte britannique
En août 1796, le général britannique James Stuart, gouverneur militaire de Ceylan, qui administrait le pays depuis la conquête du territoire auparavant détenu par les Néerlandais, déclara que tous les prêtres catholiques seraient libres d’exercer leur ministère religieux et que les catholiques pourraient célébrer les mariages dans leurs églises.
En 1806, le gouverneur britannique Thomas Maitland, révoqua les mesures auparavant en vigueur à l’encontre des catholiques et leur reconnut une totale liberté de la pratique de leur religion, décision qui prit effet le 4 juin 1806, jour de l’anniversaire du roi d’Angleterre George III.
La neutralité qu'ils professaient ne s'appliqua guère aux autres confessions non chrétiennes. D'un côté, les officiels étaient chrétiens anglican, d'un autre côté, le politique de socialisation à l'occidentale était confié aux églises. Les églises acquièrent de plus en plus de pouvoir, contrairement au bouddhisme qui n'avait même pas de reconnaissance officielle.
Plusieurs confessions chrétienne non catholique rejoignent alors l'île : 
- En 1801, la Society for Promoting Christian Knowledge, de confession anglicane
- En 1812, la Baptist Missionary Society, de confession évangéliste
- En 1815, les Missionnaires wesleyiens, de confession méthodiste
- En 1815, la Church Mission Society, de confession anglicane

En 1833, le roi du Portugal supprima tous les ordres religieux de son pays, dont le ministères des oratoriens d'Inde, d'où venait Joseph Vaz. Les oratoriens disparurent de Goa en 1835, et les missionnaires positionnés à Ceylan de même. L'église catholique étant sous la juridiction de Goa, passe sous celle de Cochin.
En 1834, le pape Grégoire XVI fit de Ceylan un vicariat. Mais il ne trouve pas de vicaire anglophone et autochtone. Il nomma en 1838, Vicente do Rosayro (pl).
En 1845, les anglicans britanniques établirent le diocèse de Colombo, et James Chapman est nommé le premier évêque de Ceylan.
En 1847, Jaffna est constitué en vicariat séparé, sous la responsabilité d'Orazio Bettacchini.

### Éducation par l'école chrétienne
Dès 1850, l’impact des Églises chrétiennes non catholiques se fit sentir notamment à travers le système scolaire. Les églises non catholiques ont très vite établi plusieurs écoles, pour pourvoir à des besoins nouveaux, tels que l'apprentissage de la langue de l'administration, l'anglais, les catholiques oratoriens continuant de prêcher en portugais.
Ces écoles devinrent des outils de prosélytisme. Sir James Emerson Tennent parlait de l’influence conjointe de l’éducation et des prêches, qui ne sont pas des activités indépendantes mais complémentaires.
Les vicariats de Jaffna (en) et de Colombo étaient en conflit sur la question de la délimitation de leurs juridictions respectives : le sanctuaire de Sainte-Anne de Thalawila, situé dans le district de Puttalam, et lieu de pèlerinage important du catholicisme ceylanais, constituait une importante source de revenus. Le pape décidera que cette région serait incluse dans le vicariat de Jaffna, mais que 20% des revenus soit remis au vicariat de Colombo.
Les vicariats de Jaffna et Colombo entraient aussi en conflit sur le système scolaire. Sous le vicaire Bravi, de Colombo, il y avait peu d'enthousiasme à fonder des écoles, et les catholiques avait le droit de fréquenter les écoles gouvernementales et protestantes, ce qui n'était pas le cas côté Jaffna.
En 1867, le monastère bénédictin de Kotahena à Colombo est transféré à Kandy.
En 1882,  Clément Pagnani, nommé vicaire à Colombo en 1879, proposa à Rome que les oblats prennent en charge les vicariats de Colombo et de Jaffna, et que la région centrale de l’île soit sous la responsabilité des bénédictins. Rome accepta en 1883.
En 1887, le système de vicariat de l’Église catholique au Sri Lanka fut changé en un système épiscopal régulier. L’évêque de Colombo devint archevêque et celui de Jaffna suffragant. En 1893, deux nouveaux diocèses furent créés à Galle et Trincomalee. En 1939, ce fut le diocèse de Chilaw.

### Depuis l'indépendance
En 1948, l'indépendance obtenue des britanniques n'altéra pas un état de fait : les chrétiens jouissaient d'une position de supériorité dans l'administration grâce à une éducation privilégiée dans les églises.
En 1956, un diplômé d’Oxford de l’époque britannique, Solomon Bandaranaïke, réalisa qu’il pourrait arriver au pouvoir en s’attachant le soutien de l’élite rurale. Il renonça publiquement à sa foi anglicane et embrassa le bouddhisme. Il obtint ainsi le soutien des « cinq grandes forces » typique d'un village sri lankais : les moines bouddhistes, les médecins traditionnels, les professeurs en langue locale, les cultivateurs et les travailleurs.
Une fois président, Solomon Bandaranaïke joua du nationalisme bouddhiste à des fins électorales. Le singhalais fut déclaré langue nationale unique et Les Tamouls sentirent la discrimination se mettre en place. Un accord fut ensuite passé avec le leader tamoul Chelvanayagam (qui sera abrogé six mois après), mais pour les bouddhistes, le mal était fait. Il ne fallait s'allier à aucune autre religion : un moine bouddhiste assassina Bandaranaïke en 1959.
Tamouls et chrétiens furent les uns comme les autres de nouvelles cibles, accusés de jouir de trop de privilèges. La première phase de cette montée du nationalisme parmi les Singhalais vit le conflit politique s’exprimer en termes religieux, prenant le passé comme référence – les chrétiens en furent la cible. Lorsque la guerre civile éclata, l'aspect religieux diminua face à l'aspect ethnique, et le christianisme n'est plus la religion cible. Ce sont les cinghalais contre les Tamouls.

## Chrétiens du Sri Lanka

### Catholicisme
Selon le recensement de 2012, 6,19% de la population (1 261 194 personnes) est catholique. Le catholicisme romain constitue ainsi environ 83,5% de la population chrétienne au jour du recensement 2012.
Le catholicisme a été introduit par les Portugais, et ont laissé une marque notable en ce que les noms de famille portugais sont encore utilisés par de nombreux catholiques. Les missionnaires néerlandais ont essayé de répandre le protestantisme après l'expulsion des Portugais, mais la plupart des chrétiens sri-lankais sont restés catholiques.
Il y a un archevêque et 11 évêques catholiques romains :
1. Archidiocèse de Colombo
2. Diocèse d'Anuradhapura (en)
3. Diocèse de Badulla
4. Diocèse de Batticaloa (en)
5. Diocèse de Chilaw (en)
6. Diocèse de Galle
7. Diocèse de Jaffna (en)
8. Diocèse de Kandy (en)
9. Diocèse de Kurunegala (en)
10. Diocèse de Mannar (en)
11. Diocèse de Ratnapura (en)
12. Diocèse de Trincomalee

### Protestantisme
Selon le recensement de 2012, 1,43% de la population (290 967 personnes) est protestante.
La majorité des églises protestantes sont anglicane, méthodiste, baptiste et de l' Armée du salut.
Concernant les églises mineures : 
- L'église pentecôtiste décompte 16 500 membres et 70 églises.
- L'église luthérienne décompte 2000.
- L'Alliance baptiste mondiale ont recensé 2000 personnes en 1998.
- L'Église de Jésus-Christ des saints des derniers jours au Sri Lanka (Mormons) décompte 1200 personnes.